# Staphylococcus hominis
Staphylococcus hominis es un miembro del género bacteriano Staphylococcus, tipo coagulasa negativo, el cual consiste en células esféricas Gramm-positivas que se agrupan en racimos. Muy comúnmente es un comensal inofensivo en la piel humana y animal y es conocido por producir compuestos de tioalcohol que contribuyen al olor corporal. Al igual que muchos otros estafilococos coagulasa negativos, S. hominis ocasionalmente puede causar infección en pacientes cuyo sistema inmunitario está comprometido, por ejemplo por quimioterapia o enfermedad predisponente.

## Descripción
Las colonias de S. hominis son pequeñas, usualmente de 1-2 mm de diámetro después de 24 horas de incubación a 35 °C y de color blanco o bronceado. Ocasionalmente, las cepas son resistentes a la novobiocina y pueden confundirse con otras especies resistentes (p. ej. S. saprophyticus).
Es una de las dos únicas especies de Staphylococcus que muestran sensibilidad a 'S. epidermidis. A diferencia de S. epidermidis, S. hominis produce ácido a partir de trehalosa, por lo que las dos pruebas juntas sirven para identificar a la especie.